# Chaerephon nigeriae
Chaerephon nigeriae је врста сисара из реда слепих мишева (Chiroptera) и породице Molossidae.

## Распрострањење
Ареал врсте Chaerephon nigeriae обухвата већи број држава у Африци. Врста је присутна у следећим државама: ДР Конгу, Нигерија, Саудијска Арабија, Етиопија, Зимбабве, Ангола, Боцвана, Сијера Леоне, Јемен, Судан, Камерун, Замбија, Танзанија, Буркина Фасо, Бурунди, Чад, Гана, Малави, Намибија, Уганда, Того (непотврђено) и Гвинеја.

## Станиште
Станишта врсте су шуме и саване. Врста је по висини распрострањена до 1.000 метара надморске висине.

## Угроженост
Ова врста је наведена као последња брига, јер има широко распрострањење и честа је врста.